# Муйський район
Муйський район (рос. Муйский район, бур. Муяын аймаг) — адміністративна одиниця Республіки Бурятія Російської Федерації.
Адміністративний центр — селище Таксімо.

## Адміністративний поділ
До складу району входять два міських та одне сільське поселення:
1. Селище Таксімо
2. Селище Сєверомуйськ
3. Муйське сільське поселення — с. Усть-Муя